# Tiny Toon Adventures (игра)
Tiny Toon Adventures (с англ. — «Приключения мультяшек») — видеоигра в жанре платформерной аркады, разработанная и изданная компанией Konami в 1991 году для игровой приставки NES. Это первая видеоигра по мотивам мультипликационного сериала Приключения мультяшек.

## Игровой процесс

Холмы — первый уровень игры

Всего в игре 6 зон, по 3 уровня в каждой (за исключением Особняка; в Чудии уровней 3, но они идут по кругу):
- Холмы
- Океан (в игре рекомендуется взять Плаки Дака)
- Лес (в игре рекомендуется взять Диззи Девила; котёнком Пушком же, можно найти альтернативные пути)
- Город (в игре рекомендуется взять Пушка)
- Чудия (англ. Wackyland)
- Особняк Монтаны Макса

Также в игре содержится секретный бонусный уровень, попасть на который можно, собрав к концу зоны количество морковок, кратное 11, но с нечётным множителем (то есть 11, 33, 55, 77 и 99). На этом уровне игроку противостоит Дак Вейдер и пародия на имперских штурмовиков. На уровне можно потратить всего одну жизнь. Если игроку удаётся победить его, в награду он получит сразу 3 дополнительные жизни (в виде сердечка с надписью: «Acme»).
В игре содержатся полезные предметы (бонусы), которые находятся в воздушных шариках:
- Один удар. Имеет вид сердечка с крылышками. Даёт возможность один раз получить урон от врагов, но не потерять жизнь. Если взять такой же бонус, не потеряв предыдущий, в награду добавится одна жизнь. Если не взять бонус вовремя, он улетит.
- Превращение. Имеет вид мячика с нарисованной звёздочкой. Возможность превратиться в выбранного персонажа (то есть, в Плаки Дака, Диззи Девила или Пушка). Если пройти вперёд по уровню, а затем вернутся назад, то можно опять выбрать превращение и превратиться в Бастера Банни.
- Стоп-время. Имеет вид часов. Встречается только однажды, на уровне с летающими тыквами (то есть на третьем уровне первой зоны). Данный бонус останавливает таймер и врагов на некоторое время.

В игре нельзя собрать больше 99 морковок. Также нельзя набрать более 9 жизней. Первоначально игрок имеет 3 жизни. Постепенно (в лавке Хэмтона, после победы над Даком Вейдером, при взятии дважды бонуса «Один удар» или за 20 тысяч очков) можно довести количество жизней до девяти. Индикатор жизней в левом нижнем углу показывает запас жизней, а не количество, поэтому цифра ноль также есть (она показывает, что запас жизней исчерпан). Когда в запасе указана цифра ноль (то есть игрок использует последнюю жизнь), следует помнить, что следующий удар будет критическим (за исключением бонуса «Один удар» и при падении в яму), после чего игрок может начать играть с самого начала этой зоны с тремя жизнями и обнулённым счётчиком очков и морковок. Продолжения (англ. Continue) в данной игре бесконечны.
В конце второго уровня каждой зоны (кроме последних двух) Бастеру Банни противостоит Элмайра Дафф, страстная любительница тискать животных. Игрок должен убегать от неё, пока не откроется выход с уровня. Если игрок не успеет от неё убежать, она зацелует героя сразу же, даже с бонусом «Один удар». В данном случае он возвращается в начало зоны Бастером Банни с правом выбора персонажа и с тем же количеством жизней, очков и морковок, что было до поцелуя. Бонус «Один удар» также сохранится.
Морковки на третьем уровне заменены желудями.

## Сюжет
Игрок управляет кроликом по имени Бастер Банни, который отправляется спасать свою подругу Бэбс Банни, похищенную «мажором» Монтаной Максом. По пути игроку оказывают помощь утёнок Плаки Дак, тасманский дьявол Диззи Дэвил и котёнок Пушок (англ. Furball). Также, как друг, появляется поросёнок Хэмтон. Прочие герои сериала выступают в роли врагов: Элмайра Дафф, Родерик Рэт, Джени Сплайсер и другие.